# Dendrocopos dorae
Dendrocopos dorae là một loài chim trong họ Picidae.